# Jussy-le-Chaudrier

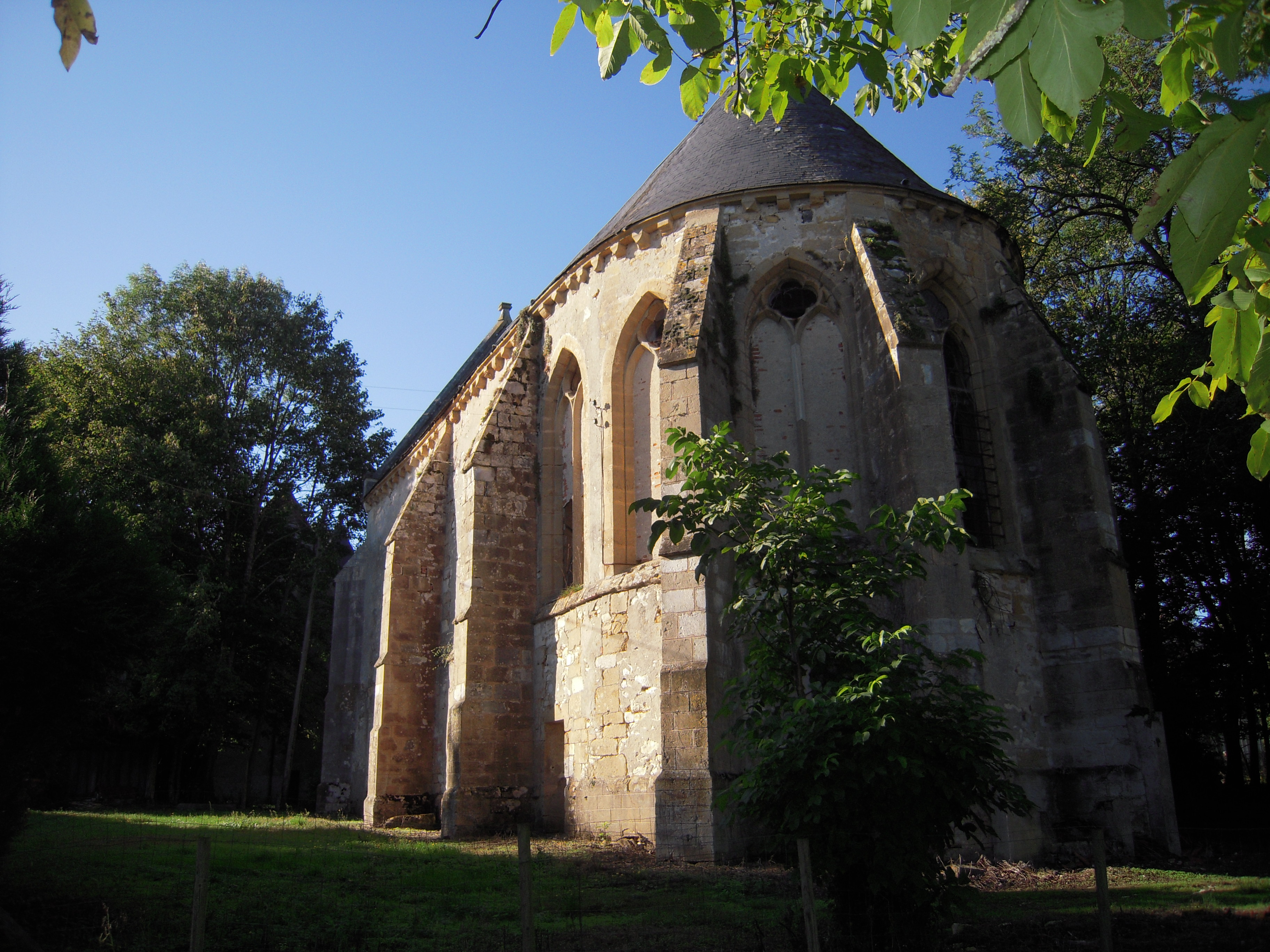
Kapel

Jussy-le-Chaudrier is een gemeente in het Franse departement Cher (regio Centre-Val de Loire) en telt 580 inwoners (2004). De plaats maakt deel uit van het arrondissement Bourges.

## Geografie
De oppervlakte van Jussy-le-Chaudrier bedraagt 25,8 km², de bevolkingsdichtheid is 22,5 inwoners per km².
De onderstaande kaart toont de ligging van Jussy-le-Chaudrier met de belangrijkste infrastructuur en aangrenzende gemeenten.

## Demografie
Onderstaande figuur toont het verloop van het inwonertal (bron: INSEE-tellingen).